# Años 540 a. C.
Los años 540 antes de Cristo transcurrieron entre los años 549 a. C. y 540 a. C. 

## Acontecimientos
- 540 a.c.: se implementa el uso de hierro en África occidental
- 549 a. C.: 
  - Ciro II impone su dominio a los medos e incorpora su territorio (norte del actual Irán) a Persia.[1]
  - En Japón termina el reinado del segundo emperador Suizei y sube al trono el Emperador Annei como tercer emperador según el orden de la lista tradicional de sucesión.
- 547 a. C.: Ciro derrota a Creso el rey de Lidia, cerca del río Halys.
- 546 a. C.: 
  - Ciro II doblega la coalición formada por Lidia, Caldea (baja Mesopotamia) y Egipto. Se anexiona Lidia, que ocupaba casi la mitad de Asia Menor.[1]
  - Ciro II el Grande toma Sardes. Completa su conquista de Lidia, y hace de Pasargadas su capital.
- 544 a. C.: Personas de Teos emigran a Abdera (Tracia) para escapar del dominio persa.

- 544 a. C.: El rey Jing de Zhou se convierte en rey de la dinastía Zhou de China.
- 543 a. C.: Pisístrato, tirano de Atenas, purifica la isla de Delos (fecha aproximada).
- 540 a. C.: 
  - Ciro II finaliza la conquista de Asia Menor.[1]
  - Los etruscos, que dominan el norte de la península Itálica (Toscana), se alían con los cartagineses y vencen a los griegos en la batalla de Alalia.[1]
  - Los persas conquistan la ciudad licia de Janto hoy en Turquía meridional (fecha aproximada).
  - Se funda la polis (ciudad) griega de Elea en el sur de Italia (fecha aproximada).
- Fecha desconocida: Amintas I llega a ser rey de Macedonia

## Personas destacadas
- 549 a. C.: nace Darío I.
- 549 a. C. (16 de abril): Majavirá, fundador del jainismo (f. 477 a. C.).
- 549 a. C.: muere a la edad de 83 años, el segundo emperador de Japón, Suizei.
- 547 o 546 a. C.: muere Tales de Mileto.
- 546 a. C.: muere Anaximandro, filósofo de la Antigua Grecia.
- 546 a. C.: muere Creso, rey de Lidia, al ser conquistado su reino por el Imperio persa Aqueménida.
- 544 a. C.: posible fecha de nacimiento de Heráclito.
- 544 a. C.: posible fecha de nacimiento de Sun Tzu, autor de El arte de la guerra.